# جانی تفنگش را برداشت
جانی تفنگش را برداشت (انگلیسی: Johnny Got His Gun) رمانی ضد جنگ از رمان‌نویس و فیلمنامه‌نویس آمریکایی دالتون ترامبو است که در سپتامبر ۱۹۳۹ به چاپ رسید.
در سال ۱۹۷۱، ترامبو اقتباسی سینمایی از این رمان را با بازی تیماتی باتومز در نقش جو بونهام کارگردانی کرد. در سال ۱۹۸۲، نمایشنامه این رمان توسط بردلی رند اسمیت اقتباس شده و از آن زمان در سراسر دنیا اجرا شده است.
گروه متالیکا ترانه «تنها» را به تاثیر از این کتاب سرود و در موزیک ویدئوی آن از صحنه‌هایی از اقتباسی سینمایی آن استفاده کرد.